# Szczygły Górne
Szczygły Górne – wieś w Polsce położona w województwie lubelskim, w powiecie łukowskim, w gminie Łuków.
Pod względem fizycznogeograficznym znajduje się na Równinie Łukowskiej, w pobliżu doliny Bystrzycy.
W latach 1975–1998 miejscowość administracyjnie należała do województwa siedleckiego.
Wieś stanowi sołectwo w gminie Łuków. Według Narodowego Spisu Powszechnego z roku 2011 wieś liczyła 223 mieszkańców.
Wierni Kościoła rzymskokatolickiego należą do parafii św. Zofii w Zofiborze.

## Galeria zdjęć

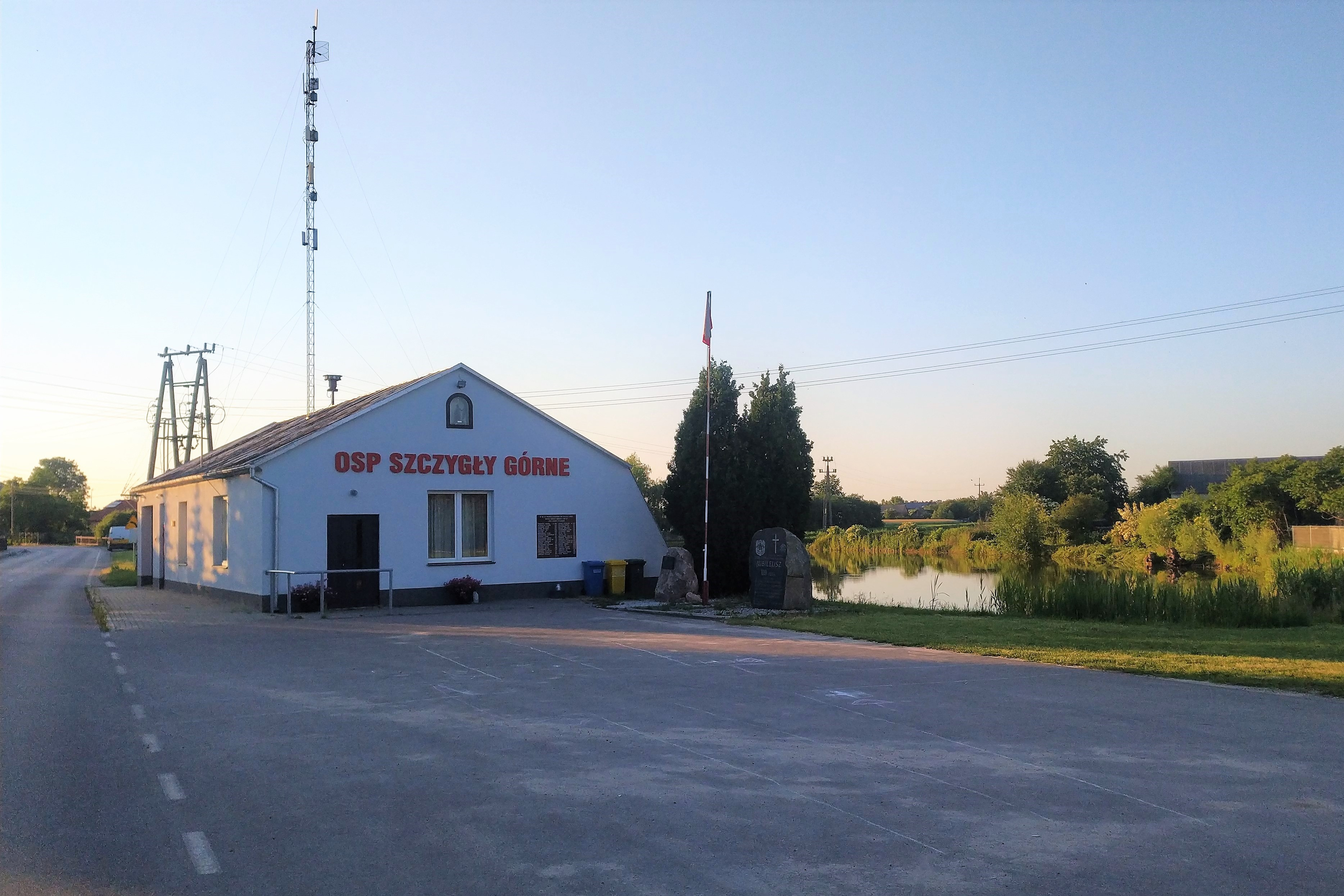
Remiza OSP i zbiornik wodny w centrum miejscowości
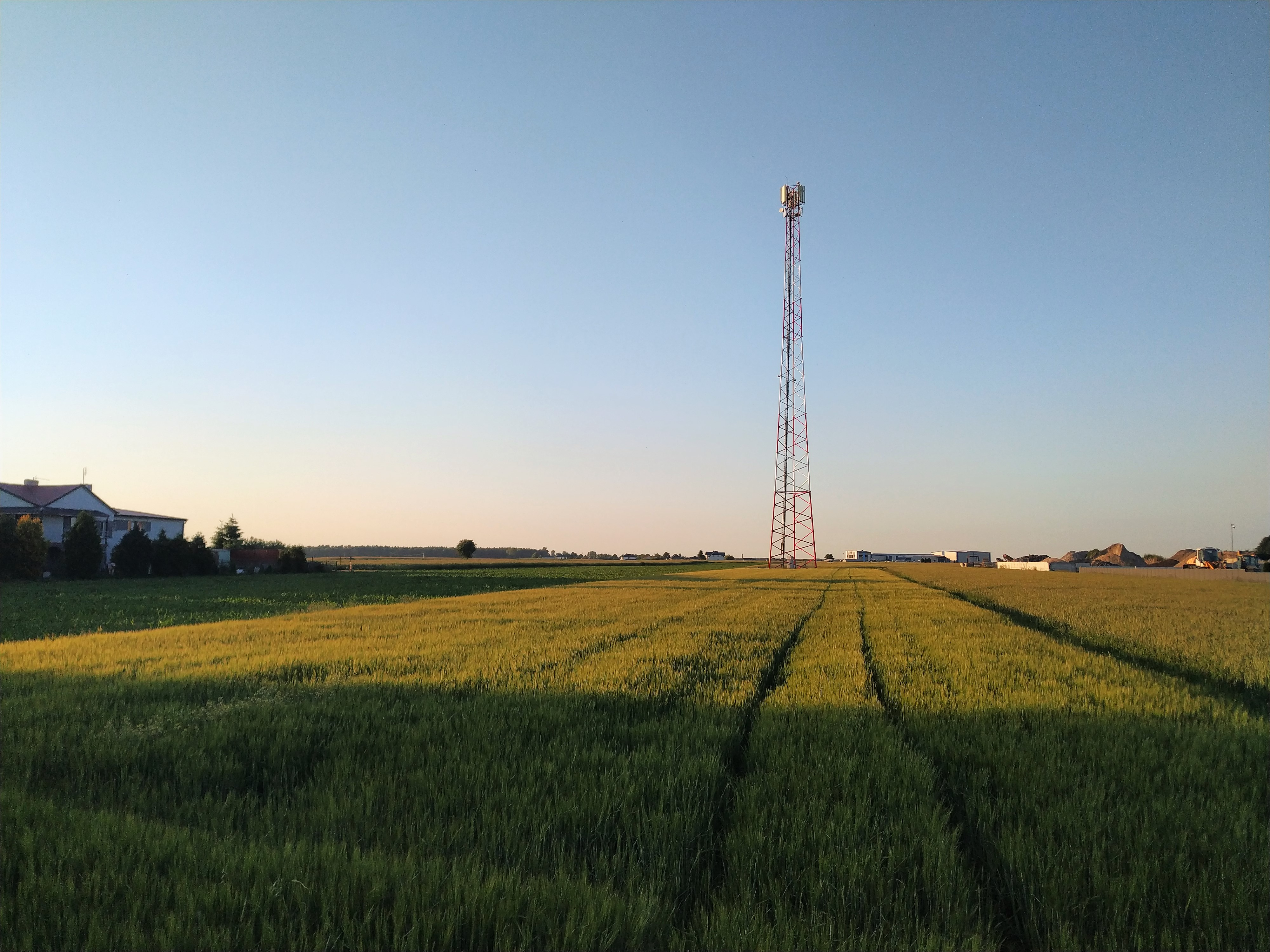
Maszt telekomunikacyjny (stacja bazowa) w Szczygłach Górnych